# Rovere (gruppo musicale)
I rovere sono un gruppo musicale italiano indie pop formatosi nel 2016 a Bologna.

## Storia del gruppo
La band esordisce nel 2017 con i singoli La pioggia che non sapevo e Caccia militare.
L'8 marzo 2019 esce il singolo TADB, che due anni più tardi verrà certificato disco d'oro.
Il 29 marzo esce il primo album Disponibile anche in mogano, con etichetta Sony Music, con la collaborazione di Riccardo Zanotti dei Pinguini Tattici Nucleari e Giorgio Patelli. Il 25 ottobre pubblicano l'EP Ultima stagione, prodotto da Fabio Gargiulo, contenente tre tracce inedite.
Dopo la fine del tour inerente all'EP, si aggiungono alla band Davide "Frank" Franceschelli, bassista, e Marco "Paga" Paganelli, batterista e polistrumentista, nella formazione ufficiale. Entrambi avevano già collaborato al processo creativo e di scrittura dei brani, ma risultavano solo come turnisti.
Il 5 giugno 2020 presenziano come artisti ospiti nel singolo Instagrammare dei Legno. Il 26 luglio esce il singolo Mappamondo. Nel corso dell'anno collaborano alla realizzazione della graphic novel Rovere – disponibile anche a fumetti, edita da BeccoGiallo. 
Nel 2021 pubblicano i singoli Freddo cane, che vede il featuring del cantante Mameli, Bim bum bam (scritto con Riccardo Zanotti) e Lupo.
Il 21 gennaio 2022 viene pubblicato il singolo Crescere e il 18 febbraio viene pubblicato l'album Dalla Terra a Marte, anche questo con etichetta Sony Music. Il 1º maggio partecipano al Concertone in piazza San Giovanni a Roma. Il 3 giugno esce il singolo Sottacqua, in collaborazione con la cantautrice Chiamamifaro. Il 23 giugno hanno iniziato un tour estivo che si è concluso il 2 settembre.
Nel marzo 2023 il bassista Davide "Frank" Franceschelli lascia il gruppo. Il 26 maggio è uscito il singolo Glitch.
Nel 2024 vengono pubblicati i singoli Stupido classico, Fuori rotta e Passanti. I brani hanno anticipato il terzo album 11 case, uscito l'11 ottobre 2024.

## Formazione

### Formazione attuale
- Nelson Venceslai – voce (2016-presente)
- Luca Lambertini – chitarra (2016-presente)
- Lorenzo "Stiva" Stivani – tastiere, synth e percussioni (2016-presente)
- Marco "Paga" Paganelli – batteria (2020-presente; 2016-2020 come turnista)

### Ex componenti
- Davide "Frank" Franceschelli – basso (2020-2023; 2016-2020 come turnista)

## Discografia

### Album in studio
- 2019 – Disponibile anche in mogano
- 2022 – Dalla Terra a Marte
- 2024 – 11 case

### EP
- 2019 – Ultima stagione

### Singoli
Come artisti principali
- 2017 – La pioggia che non sapevo
- 2017 – Caccia militare
- 2019 – TADB
- 2019 – Stupido Clark Kent
- 2020 – Mappamondo
- 2021 – Freddo cane (feat. Mameli)
- 2021 – Bim bum bam
- 2021 – Lupo
- 2022 – Crescere
- 2022 – Sottacqua (con Chiamamifaro)
- 2023 – Glitch
- 2024 – Stupido classico
- 2024 – Fuori rotta
- 2024 – Passanti
- 2024 – Chissenefrega

Come artisti ospiti
- 2020 – Instagrammare (con i Legno)

## Videografia
Video musicali
- 2017 – La pioggia che non sapevo
- 2017 – Caccia militare
- 2019 – TADB
- 2019 – Stupido Clark Kent
- 2020 – Mappamondo
- 2021 – Freddo cane
- 2021 – Bim bum bam
- 2021 – Lupo
- 2022 – Crescere
- 2022 – La libertà
- 2022 – Sottacqua
- 2024 – Passanti
- 2024 – 11 case

## Opere
- AA. VV., rovere – disponibile anche a fumetti, BeccoGiallo, 2020. ISBN 978-88-3314-103-9